# کورسمندران
کورسمندران (نام علمی: Caeciliidae) نام یک تیره از راسته سمندرهای کرمی است.